# Католицизм в Доминиканской Республике

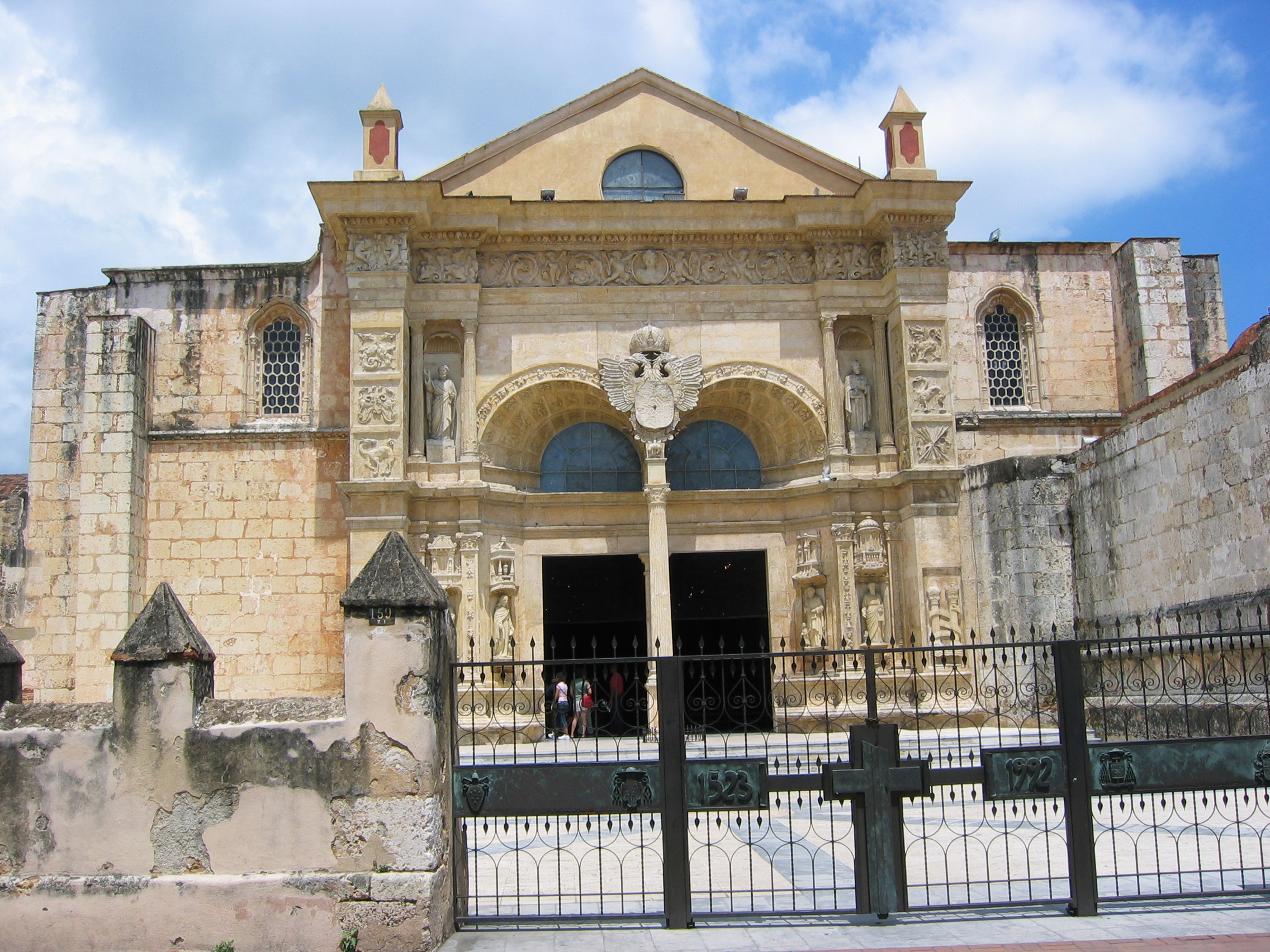
Кафедральный собор Пресвятой Девы Марии в Санто-Доминго

Католическая церковь в Доминиканской Республике — часть всемирной Католической церкви. Католицизм — наиболее распространённое вероисповедание жителей страны.

## История
История католичества в восточной части острова Гаити началась в XVI веке, с периода испанской колонизации. Епархия в Санто-Доминго была установлена испанскими миссионерами в 1511 году. С этого момента Католическая церковь не уступала здесь своих прочных позиций, несмотря на часто менявшуюся политическую ситуацию: восток острова захватывался французами, отвоёвывался испанцами, отходил к соседнему Гаити, объявлял о независимости, вновь захватывался и т. д., пока в 1865 году окончательно не была провозглашена независимая Доминиканская Республика.
В 1874 году были установлены дипломатические отношения между Доминиканской Республикой и Святым Престолом, в Санто-Доминго установлена Апостольская делегатура. В 1930 году её статус был поднят до нунциатуры.
В период диктатуры Рафаэля Трухильо (1930—1961) роль Католической церкви в стране была ограничена. В 1954 году был заключён конкордат с Ватиканом, регулирующий правовое положение Церкви в стране. В том же году была образована Конференция католических епископов страны. Хотя высшие чины Церкви в целом старались держаться аполитично в период диктатуры, к концу правления Трухильо отношения между ним и католическим епископатом страны ухудшились. Особенно этому способствовало пасторское письмо доминиканских епископов 1960 года с протестом против массовых арестов деятелей оппозиции.. Во время гражданской войны 1965 года Католическая церковь сыграла важную роль в оказании гуманитарной помощи пострадавшим от конфликта.

## Современное состояние

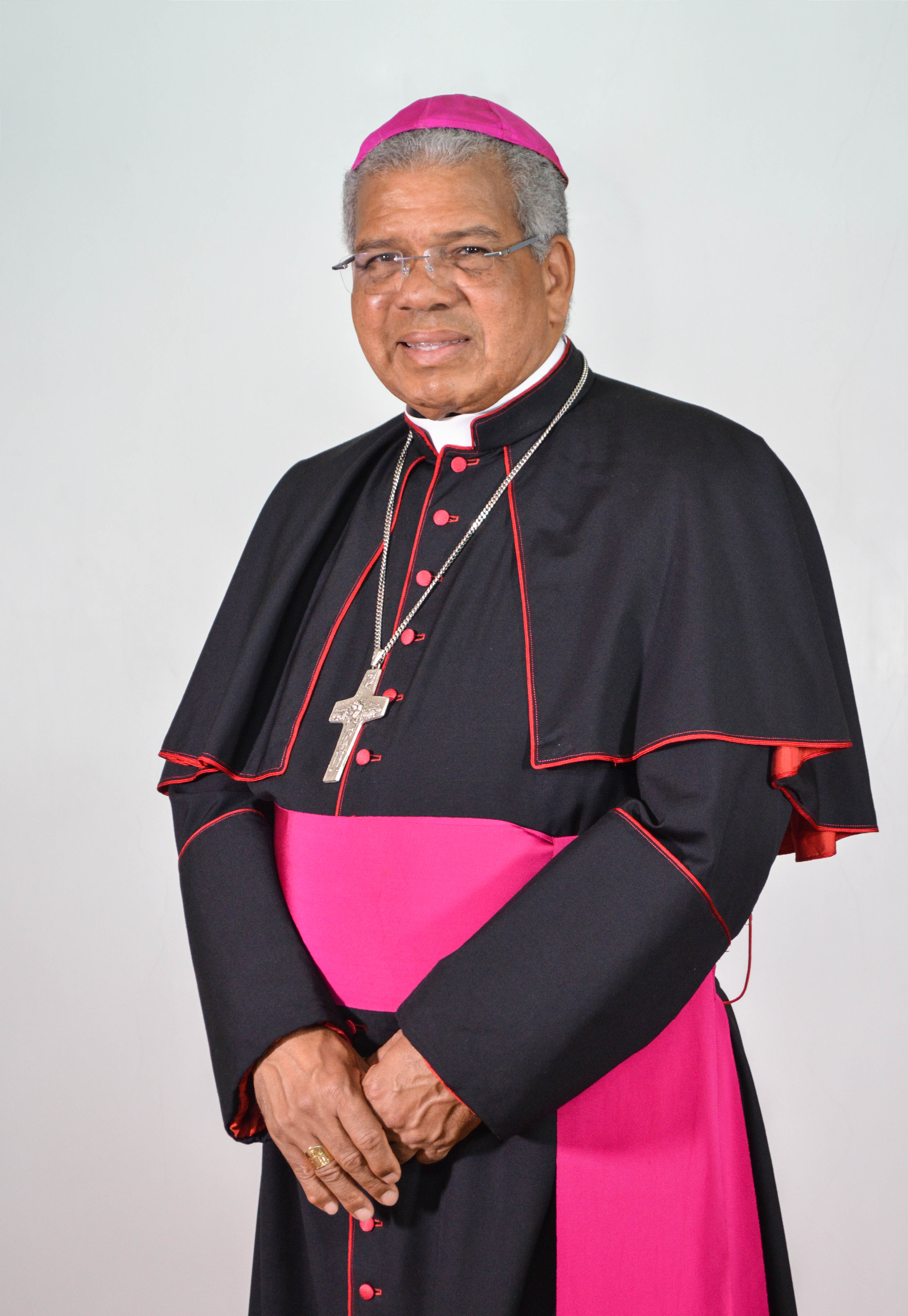
Архиепископ Осория Акоста, Франсиско, глава Католической церкви Доминиканской Республики

Католики составляют подавляющее большинство населения страны. По разным источникам на конец XX века процент католического населения оценивался в 72-96 % населения.
По данным сайта http://catholic-hierarchy.org в 2004 году общее число католиков в ДР составляло 8,7 миллиона человек (95 %).
Уровень религиозности населения очень высок, согласно исследованию Мичиганского университета 44 % населения страны регулярно посещает воскресные богослужения.
Конституция Доминиканской республики гарантирует свободу совести, но в то же время Католическая церковь пользуется определённой поддержкой государства, в частности налоговыми льготами и низкими таможенными тарифами. Церковный брак признаётся государством.
Церковь располагает несколькими учебными заведениями. В 1962 году в Санто-Доминго был основан Понтификальный католический университет «Мать и Наставница» (исп. Pontificia Universidad Católica Madre y Maestra), названный по имени одноимённой энциклики папы Иоанна XXIII. В собственности церкви находятся также несколько приютов и больниц, ведётся обширная благотворительная работа среди малоимущих.

## Структура
В настоящее время Католическая церковь в ДР объединена в две архиепархии-митрополии — Архиепархия Санто-Доминго и Архиепархия Сантьяго-де-лос-Кабальероса. Суффраганными по отношению к ним являются ещё 9 епархий . Возглавляет архиепархию-митрополию Санто-Доминго кардинал Николас де Хесус Лопес Родригес, кафедра которого располагается в главном храме страны — Кафедральном соборе Пресвятой Девы Марии, старейшем соборе Америки. Этот собор имеет почётный статус «малой базилики», как и ещё один собор страны — Девы Марии Благоволящей в городе Игуэй (исп. Nuestra Señora de la Altagracia en Higüey). К собору Девы Марии Благоволящей организуются масштабные паломничества. Архиепархию Сантьяго-де-лос-Кабальерос возглавляет архиепископ Рамон Венито де ла Роса и Карпьо. В стране существует военный ординариат, объёдиняющий капелланов, которые окормляют военнослужащих-католиков.
Статистика по епархиям (данные 2004 года):
| Епархия                                 | Епархия                                   | Митрополия                 | Число католиков | Число священников | Число приходов |
| Архиепархия Санто-Доминго               | Santo Domingo                             | Санто-Доминго              | 3 110 311       | 408               | 186            |
| Архиепархия Сантьяго-де-лос-Кабальероса | Santiago de los Caballeros                | Сантьяго-де-лос-Кабальерос | 870 635         | 95                | 86             |
| Епархия Бани                            | Baní                                      | Санто-Доминго              | 673 000         | 29                | 18             |
| Епархия Бараоны                         | Barahona                                  | Санто-Доминго              | 191 000         | 28                | 20             |
| Епархия Девы Марии Благоволящей в Игуэй | Nuestra Señora de la Altagracia en Higüey | Санто-Доминго              | 457 100         | 36                | 22             |
| Епархия Сан-Хуана-де-ла-Магуаны         | San Juan de la Maguana                    | Санто-Доминго              | 450 000         | 30                | 29             |
| Епархия Сан-Педро-де-Макориса           | San Pedro de Macorís                      | Санто-Доминго              | 492 000         | 19                | 20             |
| Епархия Ла-Веги                         | La Vega                                   | Сантьяго-де-лос-Кабальерос | 610 881         | 89                | 60             |
| Епархия Мао — Монте-Кристи              | Mao-Monte Cristi                          | Сантьяго-де-лос-Кабальерос | 380 000         | 35                | 22             |
| Епархия Пуэрто-Платы                    | Puerto Plata                              | Сантьяго-де-лос-Кабальерос | 338 556         | 24                | 31             |
| Епархия Сан-Франсиско-де-Макориса       | San Francisco de Macoris                  | Сантьяго-де-лос-Кабальерос | 500 100         | 54                | 42             |